# Коупленд, Джонни
Джонни «Клайд» Коупленд (англ. John «Clyde» Copeland, также известен как Джонни «Файермейкер» Коупленд; 27 марта 1937, Гейнсвилл, Луизиана, США — 3 июля 1997, Нью-Йорк, США) — американский блюзовый гитарист, вокалист и автор песен. Лауреат Грэмми (1987, совместно с Альбертом Коллинзом и Робертом Креем), номинант на Грэмми (1989) . Лауреат Blues Music Awards в номинациях «Альбом года» (1981), «Исполнитель современного блюза» (1982, 1983), «Альбом современного блюза» (1986), номинант Blues Music Awards в номинациях «Блюзовый инструменталист» (1982, 1983), «Блюзовый вокалист» (1982, 1983, 1984), «Исполнитель блюза» (1981), «Перевыпущенный альбом» (1989). Член Зала славы блюза как исполнитель (2017); член Зала славы блюза с альбомами или синглами, внесёнными в Зал славы как классические блюзовые записи (1989) . Отец звезды блюза Шемекии Коупленд. Вместе с Альбертом Коллинзом рассматривается как самый знаменитый представитель техасского блюза своего поколения 

## Биография
Джонни Коупленд родился в Гейнсвилле, городке в штате Луизиане на границе с Арканзасом в семье издольщиков. Когда ему было полгода, родители развелись, и мать увезла его в Магнолию, Арканзас. Вскоре отец умер, и отцовская гитара досталась юному Джонни. В 1950 году семья переехала в Хьюстон.   
Будучи под впечатлением от Ти Боун Уокера, Коупленд вместе с другом Джо Хьюзом в 1954 году сформировал группу Dukes of Rhythm, ставшей домашней группой в одном из ведущих блюзовых клубов Хьюстона Shady's Playhouse. Кроме того, он аккомпанировал на концертах таким музыкантам, как Биг Мама Торнтон, Фредди Кинг и Сонни Бой Уильямсон II . В это время он также много времени посвящал занятиям боксом, где получил своё прозвище «Клайд». 
В 1956 году выпустил дебютную запись, а в следующем году подписал контракт с Duke Records. Несмотря на то, что другие его ранние записи не принесли большого коммерческого успеха (за исключением первого сингла Rock 'n' Roll Lily, записанного на Mercury и ставшего местным хитом), Джонни Коупленд приобрёл, и в течение последующих двух десятилетий сохранял некоторую популярность концертного музыканта. На свои ранних записях, сделанных для различных лейблов, Коупленд представлял блюз, соул и рок-н-ролл и на этих синглах в большей степени выступал как певец, а не гитарист. Вплоть до середины 1970-х Джонни Коупленд был неизвестен за пределами «техасского треугольника», где он гастролировал: Луизиана, Техас и Арканзас , выступая в местных клубах и на местном радио, и записываясь как сессионный музыкант. 
Разочарованный бумом диско и количеством клубов, заменяющих живые группы диджеями, в 1974 году Джонни Коупленд перебрался в Нью-Йорк, где нашёл дневную работу в ресторане Brew 'n' Burger, по вечерам выступая в клубах . С помощью продюсера Дэна Дойла музыкант подписал контракт с Rounder Records. Первый же выпущенный музыкантом альбом Copeland Special (записанный четырьмя годами ранее ) был признан альбомом года на церемонии Blues Music Awards 1982 года и «произвёл небольшую сенсацию в мире блюза»  Альбом 1987 года Showdown!, записанный совместно с Альбертом Коллинзом и Робертом Креем, получил Грэмми в номинации «Лучшая запись традиционного блюза», Blues Music Award в номинации «Альбом современного блюза» и был внесён в Зал славы блюза. 
Джонни Коупленд много гастролировал, в том числе в 1983 году выступал на Long Beach Blues Festival, в 1985 году на джазовом фестивале в Монтрё (как гость в выступлении Стиви Рэй Вона), в 1988 году на San Francisco Blues Festival и многих других. В 1986 году он совершил турне по Африке, и записал там с местными музыкантами альбом Bringing It All Back Home, который представлял собой гибрид блюза с местным африканским стилем. Коупленд стал первым американским блюзовым музыкантом, записавшим альбом в Африке . «На протяжении всего десятилетия он играл и записывался с яростной блюзовой гитарой в техасском стиле, исполняя жгучие гитарные фразы, которые стали его визитной карточкой и принесли ему еще одно прозвище — „Создатель огня“». В 1984 году он также стал одним из немногих блюзовых музыкантов, выступивших за железным занавесом.
Последние годы жизни Коупленд жил в Тинеке, и они были омрачены проблемами со здоровьем ввиду врождённого порока сердца. С 1994 года большую часть времени музыкант проводил в больницах, перенеся несколько операций. Ему был установлен экспериментальный L-VAD, мобильный насос, заменяющий желудочек, с которым он даже появился на телевидении. 1 января 1997 года ему было пересажено сердце, и Джонни Коупленд вновь стал гастролировать. 
Джонни Коупленд умер в Нью-Йорке в больнице Columbia-Presbyterian Medical Center из-за осложнений после пересадки сердца. Он оставил после себя жену и семеро детей, одна из которых Шемекия Коупленд, без которой с 2007 года не обходилась практически ни одна церемония Blues Music Awards.
«В отличие от сухого, слегка городского вокального стиля техасских гитарных героев Ти Боун Уокера и Кларенса Бруна, Джонни привнес в свое пение интенсивность госпела и жёсткий гроул» 
«Его музыка, по его собственным рассуждениям, находилась где-то между фанковым R&B Нового Орлеана, свингом и джамп-блюзом Канзас-Сити» .

## Избранная дискография
- 1981: Copeland Special (Rounder)
- 1984: Texas Twister (Rounder)
- 1985: Bringin' It All Back Home (Rounder)
- 1989: Blues Power (P-Vine Records)
- 1989: Boom Boom (Rounder)
- 1991: When the Rain Starts Fallin' (Rounder)
- 1992: Flyin' High (Verve)
- 1994: Catch Up with the Blues (Verve)
- 1995: Jungle Swing (Verve)
- 1996: Texas Party
- 1998: The Crazy Cajun Recordings (Edsel Records)
- 1999: Honky Tonkin'